# Jürgen Frohriep
Jürgen Frohriep (* 28. April 1928 in Rostock; † 13. Juli 1993 in Berlin) war ein deutscher Schauspieler und Synchronsprecher.

## Leben
Jürgen Frohriep wurde 1928 als ältester von vier Brüdern in Rostock geboren. Sein jüngster Bruder ist der Schriftsteller Ulrich Frohriep. In den letzten Monaten des Zweiten Weltkrieges diente Frohriep als Flakhelfer. Nach Kriegsende übte er zunächst verschiedene Berufe aus, wie beispielsweise als Erntehelfer oder Bootsbauer.
Frohriep engagierte sich in der FDJ-Laienspielbewegung. Von 1948 bis Frühjahr 1951 war er Mitglied des Studios 48 der Staatlichen Schauspielschule Schwerin im Schloss Putbus unter der Leitung von Heinz Kahlow. Im Zuge der Ausbildung wirkte er dort in mehreren Inszenierungen. Er wurde 1951 am Berliner Theater der Freundschaft engagiert. Später folgten weitere Auftritte an verschiedenen Theatern der DDR. 
Ende der 1950er-Jahre übertrug ihm Konrad Wolf die Hauptrolle in seinem Antikriegsfilm Sterne (1959). Der Film bedeutete für Frohriep den beruflichen Durchbruch. Anfang der 1960er moderierte Frohriep im Fernsehen mit seiner ersten Ehefrau Ingeborg Schumacher die Sendung Rendezvous am Wochenende.
Als festem Mitglied des DEFA-Ensembles wurden ihm nach dem Film Sterne auf den Typus des Soldaten festgelegte Rollen übertragen. In Wolf unter Wölfen (1965, nach einem Roman von Hans Fallada) spielte Frohriep einen Offizier der Schwarzen Reichswehr. 1966 verkörperte er in Ohne Kampf kein Sieg den Rennfahrer Manfred von Brauchitsch. Ab Ende der 1960er-Jahre wurden die Rollenangebote spärlicher. 1973 spielte Frohriep in einer Nebenrolle in dem Film Die Legende von Paul und Paula.
In den 1970er-Jahren war Jürgen Frohriep dann vor allem für das Fernsehen der DDR tätig. Ab 1972 ermittelte er als Oberleutnant Jürgen Hübner in der Krimireihe Polizeiruf 110. Anfangs stand die Rolle noch im Schatten des von Peter Borgelt verkörperten Hauptmann Fuchs, entwickelte mit der Zeit aber ein eigenständiges Profil. Von 1972 bis 1991 löste Hübner insgesamt 66 Fälle.
Zudem arbeitete Frohriep umfangreich als Synchronsprecher und lieh seine Stimme unter anderem Charlton Heston (Antonius und Cleopatra) und Raimund Harmstorf in der DEFA-Synchronisation von Der Seewolf – in der westdeutschen Fassung wurde Harmstorf von Kurt E. Ludwig synchronisiert.
Nach der Wiedervereinigung erhielt Frohriep keine Rollenangebote mehr. Er geriet in eine Krise, litt an Depressionen und hatte Alkoholprobleme. In dieser Zeit zerbrach seine Ehe mit Kati Székely, mit der er zwei Söhne und zwei Töchter hatte. Nachdem die ARD im Jahr 1993 die Weiterführung des Polizeiruf 110 beschlossen hatte, kehrte Frohriep für den Fall Keine Liebe, kein Leben (1994) ein letztes Mal als Oberkommissar Hübner auf den Bildschirm zurück. Kurz nach Ende der Dreharbeiten starb Frohriep am 13. Juli 1993 im Alter von 65 Jahren in seinem Haus in Berlin. Nach eigenem Wunsch wurde seine Urne in der Ostsee vor Warnemünde im Kreise seiner Familie seebestattet.
Sein schriftlicher Nachlass befindet sich im Archiv der Akademie der Künste in Berlin.

## Fotografische Darstellung Frohrieps
- Klaus Morgenstern: Jürgen Frohriep (aus einer Serie von Fotografien)[12]

## Filmografie
- 1959: Sterne
- 1959: Weißes Blut
- 1960: Blaulicht: Die Butterhexe (Fernsehreihe)
- 1960: Immer am Weg dein Gesicht
- 1960: Begegnung im Zwielicht (Spotkania w mroku)
- 1960: Die Lichtung
- 1960: Gerichtet bei Nacht
- 1961: Die Liebe und der Co-Pilot
- 1961: Der Ermordete greift ein (TV-Mehrteiler)
- 1961: Küßchen und der General
- 1961: Mord an Rathenau
- 1961: Gewissen in Aufruhr (TV-Mehrteiler)
- 1961: Der Schwur des Soldaten Pooley
- 1962: Festung am Rhein (Pevnost na Rýne)
- 1962: Geboren unter schwarzen Himmeln
- 1962: Die Entdeckung des Julian Böll
- 1962: Menschen und Tiere
- 1962: Der Kinnhaken
- 1962: Das grüne Ungeheuer (TV-Mehrteiler)
- 1963: Irrungen – Wirrungen (TV)
- 1963: Die Spur führt in den 7. Himmel (TV-Mehrteiler)
- 1964: Das Lied vom Trompeter
- 1965: Berlin um die Ecke
- 1965: Wolf unter Wölfen (TV-Mehrteiler)
- 1965: Heimbachs Gäste
- 1965: Episoden vom Glück
- 1966: Ohne Kampf kein Sieg (TV-Mehrteiler)
- 1967: Chingachgook, die große Schlange
- 1967: Brot und Rosen
- 1967: Der Mann aus Kanada
- 1967: Geheimcode B/13 (Fernsehfilm in vier Teilen)
- 1968: Schild und Schwert (Щит и меч)
- 1968: Treffpunkt Genf (TV-Mehrteiler)
- 1969: Zeit zu leben
- 1969: Krupp und Krause (TV-Mehrteiler)
- 1969: Projekt Aqua
- 1969: Hans Beimler, Kamerad (TV-Mehrteiler)
- 1969: Der Staatsanwalt hat das Wort: Die Falschmeldung (TV-Reihe)
- 1970: Weil ich dich liebe …
- 1970: Szemtől szembe
- 1970: Tscheljuskin
- 1970: Zwei Briefe an Pospischiel
- 1971: Du und ich und Klein-Paris
- 1971: Der Schlüssel (Klíč)
- 1971: Liebeserklärung an G.T.
- 1971: Anflug Alpha 1
- 1971: Osceola
- 1972: Hochzeit ohne Ring
- 1972–1994: Polizeiruf 110 (TV-Reihe, 67 Folgen als Jürgen Hübner)
- 1973: Ninotschka sucht den Frühling
- 1973: Die Legende von Paul und Paula
- 1973: Unterm Birnbaum
- 1974: Die Patentante
- 1974: Der Leutnant vom Schwanenkietz
- 1975: Front ohne Flanken (Фронт без флангов)
- 1975: Das Schicksal heißt Kamila
- 1976: Beethoven – Tage aus einem Leben
- 1978: Ich will euch sehen
- 1978: Front hinter der Frontlinie
- 1980: Oben geblieben ist noch keiner
- 1980: Unser Mann ist König (Fernsehserie, 1 Folge)
- 1983: Martin Luther (TV)
- 1986: Wanderungen durch die Mark Brandenburg (TV)
- 1989: Europa tancila valcik
- 1993: Berlin – Breslauer Platz (Obcy musi fruwac)

## Theater (Auswahl)
- 1949: Leonid Wassiljewitsch Solowjow und Viktor Witkowitsch: Chodscha Nasreddin – Regie: Hansjoachim Beygang, Regieassistenz: Heinz Kahlow (1. Produktion Studio 48 der Staatlichen Schauspielschule Schwerin)
- 1950: Ewan MacColl nach Aristophanes: Lysistrata – Regie: Hansjoachim Beygang (2. Produktion Studio 48 der Staatlichen Schauspielschule Schwerin)
- 1951: Molière: George Dandin – Inszenierung: Hansjoachim Beygang (3. Produktion Studio 48 der Staatlichen Schauspielschule Schwerin)
- 1951: Jewgenij Schwarz nach Hans Christian Andersen: Die Schneekönigin – Regie: Barbara Simon, Regieassistenz: Edith Bartling (6. Produktion Studio 48 der Staatlichen Schauspielschule Schwerin)
- 1951: Oleksandr Kornijtschuk: Grube Stern – Regie: Hansjoachim Beygang, Regieassistenz: Ingrid Kirchhoff (7. Produktion Studio 48 der Staatlichen Schauspielschule Schwerin)

Städtische Bühnen Erfurt
- 1955: Jean Baptist Molière: Der eingebildete Kranke (Fleurant, Apotheker) – Regie: Horst Bonnet
- 1955: Juri Burjakowski: Julius Fucik (Karl, Agent der Gestapo) – Regie: Hans Dieter Mäde
- 1955: Jewgenij Schwarz: Die verzauberten Brüder (Hund Scharik) – Regie: Horst Bonnet
- 1955: Friedrich Schiller: Wallensteins Lager (2. Holkischer Jäger) – Regie: Eugen Schaub, Regieassistenz: Lothar Förster
- 1956: Leonid Solowjow: Aufruhr in Buchara (Wasserträger) – Regie: Hans Dieter Mäde
- 1956: Bertolt Brecht: Der kaukasische Kreidekreis (Gefreiter) – Regie: Eugen Schaub
- 1956: Jean Baptist Molière: Die Streiche des Scapin (Leandre) – Regie: Horst Bonnet
- 1956: Sergej Michalkow: Das rote Halstuch (Kotschubej, Lehrer) – Regie: Sigfried Menzel
- 1956: Gabriela Zapolska: Die Moral der Frau Dulski (Zbyszko Dulksi) – Regie: Wolf Goette
- 1956: Hedda Zinner: Lützower (Kaufmann Trauberg) – Regie: Georg Leopold
- 1956: Nordahl Grieg: Die Niederlage (Leutnant Debrun) – Regie: Georg Leopold
- 1956: Erwin Vollsdorf: Die Schatzinsel (James O’Brien, Matrose) – Regie: Alexander Stillmark (DDR-Uraufführung)
- 1956: William Shakespeare: Der Widerspenstigen Zähmung (Hortensio/Putzhändler) – Regie: Eugen Schaub

- 1983: Günther Weisenborn: Ramilie von Nevada (Malamud) – Regie: Herbert Fischer (Szenische Lesung in der Akademie der Künste der  DDR)

## Hörspiele (Auswahl)
Alle Hörspiele wurden vom Rundfunk der DDR produziert. Die Liste ist nach der Erstausstrahlung (EA) sortiert.
- 1960: Alexei Arbusow: Irkutsker Geschichte (Sergej) – Regie: Peter Thomas – EA: 4. Jan. 1961
- 1961: Klaas Smelik: Der Untergang der Eppie Reina – Regie: Edgar Kaufmann – EA: 24. Apr. 1961
- ca. 1961: Albert Maltz: Der schwarze Schacht – Regie: Werner Stewe – EA: 29. Mai 1961
- 1961: Erich Weinert: Der Bruder (Werner Neuendorf) – Regie: Fritz Göhler – EA: 4. Dez. 1961
- 1965: Margarete Jehn: Der Bussard über uns (Jascha) – Regie: Fritz Göhler – EA: 31. Mai 1965
- 1965: Bernhard Seeger: Ich bin Wolodja (Lektor) – Regie: Edgar Kaufmann – EA: 29. Aug. 1965
- 1965: Ulrich Wendler, Ursula Wendler: Urlaubsbriefe (Lutz) – Regie: Helmut Hellstorff – EA: 9. Jan. 1966
- 1966: Peter Heinze: Der Nichtschwimmer (Mann) – Regie: Fritz-Ernst Fechner – EA: 25. Sep. 1966
- ca. 1967: Johannes Arnold: Ein Mann namens Barluschke (Barluschke) – Regie: Helmut Hellstorff – EA: 1. Feb. 1967
- 1967: Paul Everac: Die unsichtbare Staffette (Giurca, Ingenieur) – Regie: Fritz Göhler – EA: 24. Mai 1967
- 1968: Siegfried Pfaff: Kostja, der Funker (Teil 1) – (Heinrich) – Regie: Detlef Kurzweg – EA: 21. Feb. 1968
- 1968: Siegfried Pfaff: Kostja, der Funker (Teil 2) –  (Heinrich) – Regie: Detlef Kurzweg – EA: 28. Feb. 1968
- 1968: Hans von Oettingen: Rostiger Ruhm (Feldwebel Hammerschmidt) – Regie: Wolfgang Brunecker – EA: 20. Juni 1968
- 1968: Willi Bredel: Verwandte und Bekannte – Die Väter (Teil 1: Ein frohes Ereignis) (Carl Brenten) – Regie: Fritz-Ernst Fechner – EA: 19. Sep. 1968
- 1968: Willi Bredel: Verwandte und Bekannte – Die Väter (Teil 2: Sparverein Maienblüte) (Carl Brenten) – Regie: Fritz-Ernst Fechner – EA: 26. Sep. 1968
- 1968: Willi Bredel: Verwandte und Bekannte – Die Väter (Teil 3: Johann Hardekopfs große Begegnung) (Carl Brenten) – Regie: Fritz-Ernst Fechner – EA: 3. Okt. 1968
- 1968: Willi Bredel: Verwandte und Bekannte – Die Väter (Teil 4: Die neue Wohnung) (Carl Brenten) – Regie: Fritz-Ernst Fechner – EA: 10. Okt. 1968
- 1968: Willi Bredel: Verwandte und Bekannte – Die Väter (Teil 5: Der Streik) (Carl Brenten) – Regie: Fritz-Ernst Fechner – EA: 17. Okt. 1968
- 1968: Willi Bredel: Verwandte und Bekannte – Die Väter (Teil 6: An der Schwelle) (Carl Brenten) – Regie: Fritz-Ernst Fechner – EA: 24. Okt. 1968
- 1968: Willi Bredel: Verwandte und Bekannte – Die Väter (Teil 7: 1914) (Carl Brenten) – Regie: Fritz-Ernst Fechner – EA: 31. Okt. 1968
- 1968: Willi Bredel: Verwandte und Bekannte – Die Väter (Teil 8: Novembertage) (Carl Brenten) – Regie: Fritz-Ernst Fechner – EA: 7. Nov. 1968
- 1968: Michail Prischwin: Nordwaldlegende (Vater) – Regie: Manfred Täubert – EA: 18. Dez. 1968
- 1968: Michail Schatrow: Bolschewiki (Gil, Lenins Chauffeur) – Regie: Wolf-Dieter Panse – EA: 19. Jan. 1969
- 1969: Ion Druze: Wenn der Hahn kräht (Nikolai) – Regie: Helmut Molegg – EA: 6. Feb. 1969
- 1968: Emmanuel Roblès: Männerarbeit (Irro) – Regie: Edgar Kaufmann – EA: 26. Mär. 1969
- 1969: Pawel Weschinow: Es war kein Irrtum (1. Teil) (Schriftsteller Tessinkow) – Regie: Horst Gosse – EA: 3. Aug. 1969
- 1969: Pawel Weschinow: Es war kein Irrtum (2. Teil) (Schriftsteller Tessinkow) – Regie: Horst Gosse – EA: 17. Aug. 1969
- 1969: Eduard Claudius: Vom schweren Anfang (Rogalski) – Regie: Horst Liepach – EA: 31. Aug. 1969
- 1969: Dimitar Gulew: Unterwegs zum anderen Ufer (der Illegale) – Regie: Helmut Hellstorff – EA: 8. Sep. 1969
- 1969: Fritz Selbmann: Ein weiter Weg (Teil 3: Das Jahr 1923) (Silk) – Regie: Fritz-Ernst Fechner – EA: 18. Sep. 1969
- 1969: Konrad Fiałkowski: Die Chance des Todes (1. Teil) (Goer, Kybernetiker) – Regie: Peter Groeger – EA: 11. Jan. 1970
- 1969: Konrad Fiałkowski: Die Chance des Todes (2. Teil) (Goer, Kybernetiker) – Regie: Peter Groeger – EA: 25. Jan. 1970
- 1970: Ken Miyamoto: Der Pilot (Livingstone) – Regie: Peter Groeger – EA: 14. Mai 1970
- 1970: Paavo Rintala: Wir bombardieren heute – ihr begrabt morgen – Regie: Fritz-Ernst Fechner – EA: 20. Mai 1970
- 1969: Alain Decaux, Klaus Helbig: Die Rosenbergs dürfen nicht sterben (David Greenglas) – Regie: Helmut Hellstorff – EA: 6. Aug. 1970
- 1970: Leonid Maljugin: Mein spöttisches Glück (Alexander Pawlowitsch Tschechow) – Regie: Fritz Göhler – EA: 25. Okt. 1970
- 1970: Emmanuel Kasakewitsch: Am Vorabend (Sinowjew) – Regie: Werner Grunow – EA: 31. Okt. 1970
- 1970: S. Saizewa, J. Gutin: Menschen und Felsen (Axakow) – Regie: Peter Groeger, E. Wernick – EA: 9. Nov. 1970
- 1970: Prudencio de Pereda: Fiesta in Mozares (Erostrato Varona) – Regie: Fritz Göhler, Werner Grunow – EA: 13. Jan. 1971
- 1970: Bruno Gluchowski: Stahl von der Ruhr (Teil 1: Fristlos entlassen) (Erzähler) – Regie: Helmut Hellstorff – EA: 1. Feb. 1971
- 1970: Liselotte Welskopf-Henrich: Jan und Jutta (Jan) – Regie: Theodor Popp – EA: 3. Feb. 1971
- 1970: Bruno Gluchowski: Stahl von der Ruhr (Teil 2: Untersuchungshaft) (Erzähler) – Regie: Helmut Hellstorff – EA: 8. Feb. 1971
- 1971: Dieter Müller: Tupac Amarus Söhne (1. Teil) (Capitan Ruz) – Regie: Manfred Täubert – EA: 11. Apr. 1971
- 1971: Dieter Müller: Tupac Amarus Söhne (2. Teil) (Capitan Ruz) – Regie: Manfred Täubert – EA: 25. Apr. 1971
- 1971: Anne Dorn: Lauter Luder (Gustav Waurich) – Regie: Flora Hoffmann – EA: 23. Juni 1971
- 1971: Waltraud Jähnichen: Ich messe mein Leben an seinem (Bham) – Regie: Christa Kowalski – EA: 6. Nov. 1971
- 1971: Jørgen Lindgreen: Die Werft (Georg) – Regie: Peter Groeger – EA: 17. Nov. 1971
- 1972: Hans-Joachim Nauschütz: Die Aushilfsfahrt des Fliegers Kaufmann (Major Pflug) – Regie: Detlef Kurzweg – EA: 5. Juni 1972
- 1972: Franz Freitag: Generalprobe für einen Heiratsantrag – Regie: Werner Grunow – EA: 14. Juni 1972
- 1972: Fritz Göhler: Die größere Distanz (Vater) – Regie: Maritta Hübner – EA: 7. Okt. 1972
- 1972: Iwan Ostrikow: Erschaffung der Welten (Assen) – Regie: Helmut Hellstorff – EA: 30. Okt. 1972
- 1973: Wilfried Arlt: Eine Brücke und so weiter (Parteisekretär) – Regie: Theodor Popp – EA: 18. Juli 1973
- 1973: Manfred Küchler: Ärger mit der Fliegerei (Peters Vater) – Regie: Karlheinz Drechsel – EA: 27. Aug. 1973
- 1973: Hans Siebe: Tatbestand – Folge 2: In Sachen Rogge (Bergmann) – Regie: Fritz-Ernst Fechner – EA: 19. Sep. 1973
- 1974: Gerhard Jäckel: Die lange Leitung (Becker) – Regie: Joachim Gürtner – EA: 1. Feb. 1974
- 1972: Jewgenia Ussyskina: Artjom, Sohn des Regiments (Erzähler) – Regie: Edith Märtin – EA: 22. Juni 1974
- 1974: Rudolf Bartsch: Unterm Windflüchter (VP-Wachtmeister) – Regie: Joachim Gürtner – EA: 6. Juli 1974
- 1974: Alan Winnington: Silberhuf (Mike Norton) – Regie: Leonore Mütterlein – EA: 30. Sep. 1974
- 1974: Julio Mauricio: Eine gewöhnliche Entlassung (Diego) – Regie: Edith Märtin – EA: 4. Nov. 1974
- 1974: Jerzy Grzymkowski: Wie geht es, Kollege (Lugowski) – Regie: Wojciech Maciejewski – EA: 30. Nov. 1974
- 1974: Horst-Ulrich Semmler: Lapislazulis (Vater) – Regie: Fritz Göhler – EA: 8. Feb. 1975
- 1975: Galina Nikolajewa: Alvik (Onkel Mischa) – Regie: Fritz Göhler – EA: 31. Mär. 1975
- 1975: Dieter Müller: Der Parlamentär (Clausewitz) – Regie: Detlef Kurzweg – EA: 31. Mär. 1975
- 1975: Boris Golubew: Jene Zeit (Erzähler) – Regie: Peter Groeger – EA: 14. Juli 1975
- 1975: Pietro Formentini: Das Tagebuch des verschütteten Bergmanns Martino Tiff (Der Kommentator) – Regie: Helmut Hellstorff – EA: 3. Sep. 1975
- 1975: Rolf Gumlich: Grischale (Dornbock) – Regie: Barbara Plensat – EA: 4. Sep. 1975
- 1975: Anatoli Grebnjew: Szenen aus dem Leben einer Frau (Wolodja) – Regie: Peter Groeger – EA: 11. Okt. 1975
- 1975: Gerhard Rentzsch: Der Nachlaß (Borkentin) – Regie: Joachim Staritz – EA: 10. Dez. 1975
- 1975: Siegfried Pfaff: Tritt vor die Klasse, Wilhelm – Unbezeugte Reden an die Adresse Pieck – Regie: Fritz Göhler – EA: 27. Dez. 1975
- 1976: Arne Leonhardt: Allein zu zweit (Stefan) – Regie: Joachim Gürtner – EA: 27. Nov. 1976
- 1977: Ernst Toller: Feuer aus den Kesseln (Obermaat) – Regie: Peter Groeger – EA: 27. Feb. 1977
- 1977: Joachim Brehmer: Blau ist die Nacht (Revierleiter) – Regie: Fritz-Ernst Fechner – EA: 6. Aug. 1977
- 1977: Ljubow Woronkowa: Ein Garten, dicht unter den Wolken (Vater) – Regie: Uwe Haacke – EA: 3. Okt. 1977
- 1977: Tamio Takashi: Wunderland Nippon – Szenen aus Japan (Arbeiter 2) – Regie: Edith Schorn – EA: 11. Feb. 1978
- 1978: Inge Meyer: Tatbestand – Folge 11: Geld für eine Ehe (Richard) – Regie: Werner Grunow – EA: 21. Mär. 1978
- 1979: Walter Püschel: Der Krieg der Dakotas (Teil 2: Gold in den Black Hills) (Major Reno) – Regie: Uwe Haacke – EA: 15. Apr. 1979
- 1979: Achim Scholz: Eisgänger (Gigolo) – Regie: Achim Scholz – EA: 27. Apr. 1979
- 1979: Hans Siebe: Spätlese (Carlsson) – Regie: Fritz-Ernst Fechner – EA: 3. Juli 1979
- 1979: Harald Hauser: Nadine (Oberleutnant) – Regie: Uwe Haacke – EA: 9. Sep. 1979
- 1979: Hans Siebe: Santa Clara vor Arkona (Keilitz) – Regie: Achim Scholz – EA: 29. Jan. 1980
- 1972: Hans Siebe: Tatbestand – Folge 17: Feuer im Bootshaus – Regie: Barbara Plensat – EA: 13. Mai 1980
- 1980: Roman Haeusgen: Tauroggen – Regie: Uwe Haacke – EA: 26. Okt. 1980
- 1980: Peter Brasch: Traumzeit – Regie: Uwe Haacke – EA: 10. Jan. 1981
- 1981: Karel Čapek: Der Krieg mit den Molchen – Regie: Jiří Horčička – EA: 24. Jan. 1982
- 1982: Linda Teßmer: Gesucht wird Heiko (Kroll) – Regie: Detlef Kurzweg – EA: 6. Mär. 1983
- 1982: Jan Flieger: Die Nacht in der Höhle (Vater) – Regie: Detlef Kurzweg – EA: 10. Apr. 1983
- 1987: Horst G. Essler: Stochern im Nebel oder Ein Stein, ein Kalk (Hauptmann Thürmer) – Regie: Uwe Haacke – EA: 26. Juni 1987
- 1987: Andrei Platonowitsch Platonow: Die Epiphaner Schleusen (Kabelitz) – Regie: Fritz Göhler – EA: 20. Feb. 1988
- 1990: Leon de Winter: Die (Ver)Bildung des jüngeren Dürer (Hansen) – Regie: Bert Bredemeyer – EA: 3. Juli 1990
- 1990: Lew Natanowitsch Lunz: Die Stadt der Gerechtigkeit (3. Ältester) – Regie: Peter Groeger – EA: 19. Juli 1990